# Ottilia

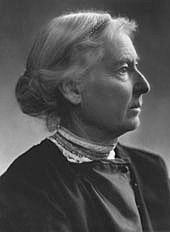
Ottilia Adelborg.

Ottilia, Otilia eller Othilia är ett kvinnonamn som är en latiniserad form av det fornhögtyska namnet Odila. Odila i sin tur är en diminutivform av Oda som är en kortform av flera kvinnonamn som börjar på Ot-, där förleden har betydelsen "egendom", "rikedom".
Namnet har förekommit i Sverige sedan mitten av 1600-talet, och var vanligt på 1800-talet. Det blev ett modenamn i början av 1900-talet och är, efter att ha varit omodernt under större delen av 1900-talet, också nu hundra år senare inne i en, om än mer blygsam, uppgångsperiod. På senare tid tycks också stavningen Othilia ha börjat vinna terräng bland de yngsta. Det fanns 31 december 2005 totalt 3 525 personer i Sverige med förnamnet Ottilia/Othilia, varav 3 453 hade det som tilltalsnamn. År 2003 fick 95 flickor namnet, varav 21 fick det som tilltalsnamn.
Namnsdag: 9 april sedan 1993; 1901-1992: 7 mars. Namnet förekom också redan på 1600-talet i almanackorna på 12 december, efter ett tyskt helgon som var skyddshelgon för Alsace (Elsass). Firas tillsammans med Otto.

## Personer med namnet Ottilia
- Ottilia Adelborg - konstnär och barnboksförfattare
- Ottilia Carolina Deland - skådespelare
- Ottilia Littmarck - skådespelare och teaterdirektör
- Ottilia Säll - slagverkare, låtskrivare och producent.